# Miran Vodovnik
Miroslav (Miran) Vodovnik (Maribor, 11 september 1977) is een Sloveense kogelstoter. Hij is meervoudig Sloveens kampioen kogelstoten. Hij nam tweemaal deel aan de Olympische Spelen, waarbij hij eenmaal de finale haalde.

## Loopbaan
In 2002 behaalde Vodovnik zijn eerste succes door Sloveens kampioen kogelstoten te worden. Hij werd elfde op de Olympische Spelen van Athene in 2004. Op de wereldkampioenschappen van 2005 in Helsinki was zijn 19,28 m niet genoeg om zich te kwalificeren voor de finale.
Op de Europese indoorkampioenschappen van 2007 werd hij zevende. Dat jaar eindigde hij ook als zesde op de WK in Osaka. In 2013 werden beide prestaties zelfs opgewaardeerd naar de zesde respectievelijk vijfde plaats, doordat de Wit-Rus Andrej Michnevitsj alsnog tegen de lamp was gelopen wegens een dopingovertreding en als gevolg hiervan met terugwerkende kracht voor het leven was geschorst.
Op de Olympische Spelen van 2008 in Peking sneuvelde hij in de kwalificatieronde met een beste poging van 19,81.

## Titels
- Sloveens kampioen kogelstoten - 2000, 2001, 2002, 2003, 2004, 2005, 2006, 2007

## Persoonlijke records
Outdoor
| Onderdeel    | Prestatie           | Datum        | Plaats       |
| ------------ | ------------------- | ------------ | ------------ |
| kogelstoten  | 20,76 m (nat. rec.) | 17 juni 2006 | Thessaloniki |
| discuswerpen | 53,61 m             | 29 mei 2004  | Maribor      |

Indoor
| Onderdeel   | Prestatie           | Datum            | Plaats             |
| ----------- | ------------------- | ---------------- | ------------------ |
| kogelstoten | 20,68 m (nat. rec.) | 23 februari 2008 | Slovenska Bistrica |

## Palmares

### kogelstoten
- 2004:  Europese winterbeker - 19,65 m
- 2004: 11e OS - 19,34 m
- 2005: 4e Europacup - 19,79 m
- 2006:  Europacup B - 20,76 m
- 2007: 6e EK indoor - 19,46 m (na DQ Michnevitsj)
- 2007: 5e WK - 20,67 m (na DQ Michnevitsj)
- 2008: 5e Europese Wintercup - 19,77 m